# MaximumHappy Live
MaximumHappy Live — концертный альбом российской рок-группы «Тараканы!». Выпущен 15 сентября 2014 года.

## Список композиций
| №   | Название                                        | Длительность |
| --- | ----------------------------------------------- | ------------ |
| 1.  | «Миру — мир!»                                   | 4:20         |
| 2.  | «Мешки с костями»                               | 3:19         |
| 3.  | «Бог и полиция»                                 | 2:44         |
| 4.  | «Пять слов»                                     | 3:59         |
| 5.  | «Плохие танцоры»                                | 4:03         |
| 6.  | «Мусор»                                         | 3:40         |
| 7.  | «Шоу с переодеваниями»                          | 2:31         |
| 8.  | «Без страха и упрёка»                           | 3:48         |
| 9.  | «Пусть говорят»                                 | 2:38         |
| 10. | «Я — это я!»                                    | 2:30         |
| 11. | «Рыжий и длинный»                               | 3:14         |
| 12. | «Потеря сознания»                               | 3:30         |
| 13. | «Пойдем на улицу!»                              | 3:20         |
| 14. | «Разжигай костры»                               | 3:11         |
| 15. | «Самый счастливый человек на Земле»             | 3:10         |
| 16. | «Я выпускаю себя на свободу»                    | 3:46         |
| 17. | «Speak Russian or Die»                          | 2:23         |
| 18. | «Любовь со 101 взгляда»                         | 3:25         |
| 19. | «Бог и полиция» (feat. Chris Barker, Anti-Flag) |              |

## Участники записи
- Дмитрий Спирин — вокал
- Василий Лопатин — гитара, бэк-вокал
- Николай Стравинский — гитара, бэк-вокал
- Александр Пронин — бас-гитара, бэк-вокал
- Сергей Прокофьев — барабаны